# 조화 (인공물)

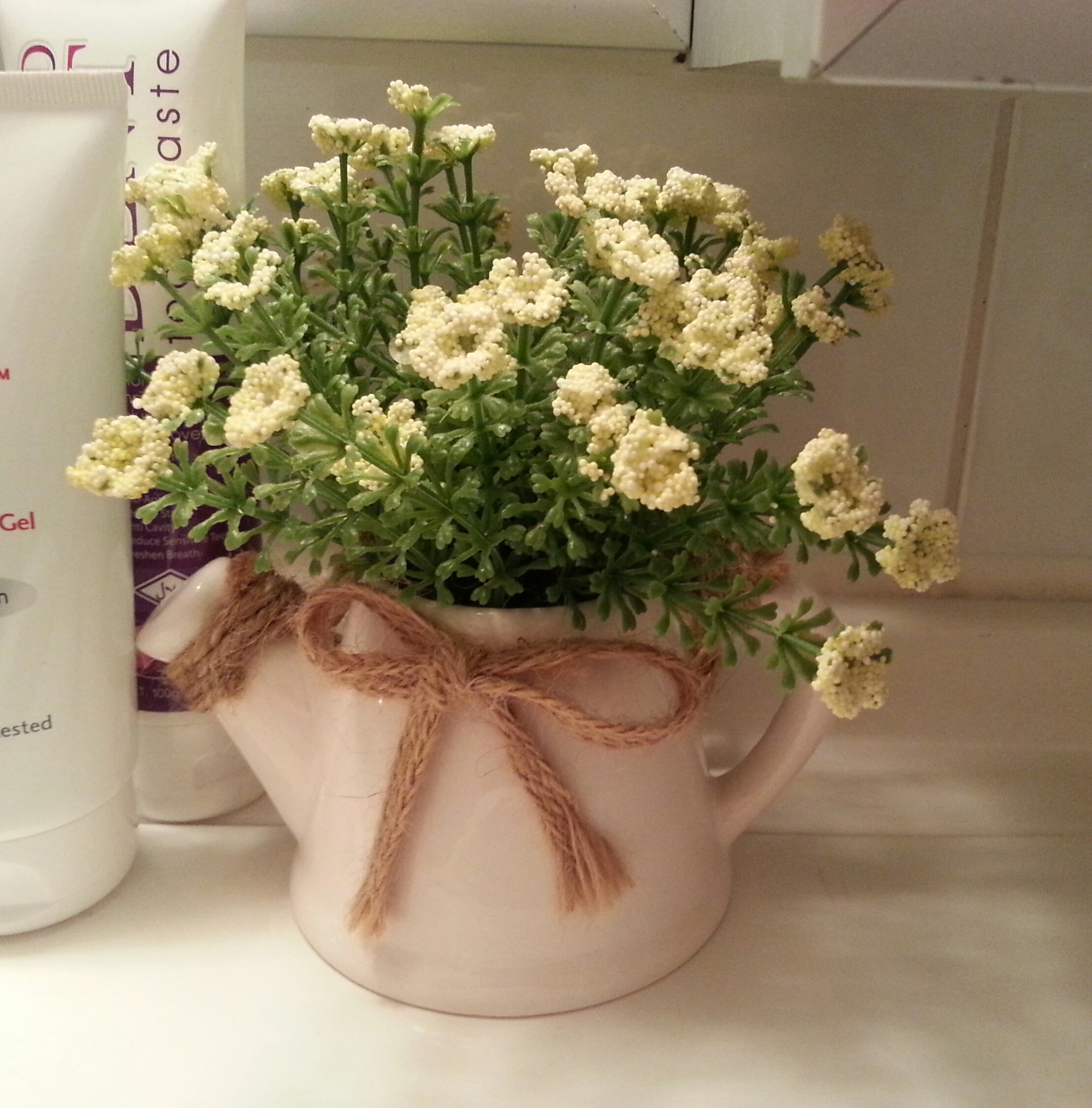
조화

조화(造花)는 인공적으로 만들어진 꽃을 말한다. 합성섬유나 비누, 비단등으로 만든다. 조선시대에는 비단을 이용한 궁중채화가 발달하였다.
꽃이 아닌 제품에 대해서는 인공 식물으로 호칭된다. 인공 식물은 상업용 또는 주거용 장식에 사용되는 천연 식물의 모방이다. 때로는 과학적인 목적으로 만들어지기도 한다(예를 들어 하버드 대학의 유리꽃 컬렉션은 미국의 식물상을 보여준다). 인공 식물은 관찰을 통해 실제 식물과 구별할 수 있는 대량 생산 품종부터 매우 상세한 식물 또는 예술 표본까지 매우 다양하다.
제조에 사용된 재료에는 고대 이집트의 페인트 리넨과 스테인드 뿔 부스러기, 고대 로마의 금과 은, 중국의 라이스 페이퍼, 이탈리아의 누에고치, 남미의 유색 깃털, 왁스와 착색된 껍질이 포함된다. 현대 기술에는 조각되거나 성형된 비누, 와이어 프레임 위에 늘어진 나일론 그물, 지상 점토 및 대량생산된 사출 플라스틱 몰딩이 포함된다. 폴리에스테르는 1970년대부터 조화를 만드는 주요 소재였다. 요즘 시중에 판매되는 대부분의 조화는 폴리에스터 직물로 만들어진다.